# 公衆
公衆（こうしゅう）とは、共通の関心で結ばれている組織化されていない集団である。

## 社会科学における公衆
タルドによると公衆とは、メディアの発達により成立する集団であり、それを構成する人々が物理的に近接しなければ存在できない群衆に対し空間的に分散して存在することが可能でありメディアを利用したコミュニケーションによって間接的接触によりつながりを保ち集団を形成する。また、群衆は共通の関心のみに自己を引き入れることが出来るのに対し公衆は共通の関心の対象を持ちながらも幾つかの公衆に自己を分割できるという特徴も併せ持っている。なお、先述の通り公衆は共通のメディアで結ばれているので偏見、群衆としての直接行動も考えられるが逆に冷静に判断した上での行動も可能なため、総合的に見ると理性的な判断ができるとされる。そもそもタルドはル･ボンが提示した群衆を批判して民主政治の担い手としての理想の集団とし、この論を提出したが後にリップマンによってこの概念は否定された。

## 法律用語としての公衆
特許法における公衆とは、不特定多数の者を意味する。また著作権法における公衆には、特定かつ多数の者が含まれる。